# Hartmanice (district de Svitavy)
Pour les articles homonymes, voir Hartmanice.
Hartmanice (en allemand : Hartmannitz) est une commune du district de Svitavy, dans la région de Pardubice, en République tchèque. Sa population s'élevait à 277 habitants en 2022.

## Géographie
Hartmanice est situé dans les monts de Bohême-Moravie, à 17 km au sud-ouest de Svitavy, à 63 km au sud-est de Pardubice et à 148 km à l'est-sud-est de Prague.
La commune est limitée par Bystré à l'ouest et au nord, par Svojanov à l'est, par Trpín au sud.

## Histoire
La première mention écrite du village date de 1437.

## Patrimoine
- Chapelle Saint-Jean Népomucène.

## Transports
Par la route, Hartmanice se trouve à 2,5 km de Bystré, à 29 km de Svitavy, à 79 km de Pardubice et à 194 km de Prague. 